# 鲁中祝
鲁中祝（1966年—），安徽凤台人，回族，中华人民共和国政治人物、第十一届全国人民代表大会安徽地区代表。
担任安徽省淮南市凤台县真菌协会会长。2008年起担任全国人大代表。